# Counterfeit²
Counterfeit² è il primo album del cantautore britannico Martin Gore, pubblicato il 28 aprile 2003 dalla Mute Records.

## Descrizione
Il primo album da solista del cofondatore dei Depeche Mode si compone di sole cover reinterpretate in chiave synth pop di pezzi definiti dall'artista cruciali nella sua formazione di compositore e musicista. L'album può essere ascoltato liberamente e completamente sul sito ufficiale di Gore.
Due sono i singoli estratti dall'album, Stardust, uscito il 14 aprile 2003 (con Life is Strange dei T. Rex come B-side, un video di Left Hand Luke and the Beggar Boys, sempre dei T-Rex ed alcuni remix di Stardust e I Cast a Lonesome Shadow) e Loverman EP², composto da alcuni remix dell'omonimo pezzo e di Das Lied vom einsamen Mädchen. Di quest'ultimo esiste inoltre una versione contenente un DVD con la registrazione di alcuni brani eseguiti durante il concerto del 30 aprile 2003 all'Alcatraz di Milano.

## Tracce
1. In My Time of Dying – 4:24 (blues tradizionale)
2. Stardust – 3:08 (David Essex)
3. I Cast a Lonesome Shadow – 4:51 (Hank Thompson/Lynn Russwurm)
4. In My Other World – 3:53 (Julee Cruise/Louis Tucci)
5. Loverman – 7:02 (Nick Cave)
6. By This River – 4:01 (Brian Eno/Hans-Joachim Roedelius/Dieter Moebius)
7. Lost in the Stars – 2:52 (Maxwell Anderson/Kurt Weill)
8. Oh My Love – 3:33 (John Lennon/Yōko Ono)
9. Das Lied vom einsamen Mädchen – 5:25 (Werner R. Heyman/Robert Gilbert)
10. Tiny Girls – 3:20 (David Bowie/Iggy Pop)
11. Candy Says – 4:35 (Lou Reed)